# 1945 en Norvège
Chronologie de la Norvège
- 1941
- 1942
- 1943
- 1944
- 1945
- 1946
- 1947
- 1948
- 1949

Cet article présente les faits marquants de l'année 1945 en Norvège ou relatifs à la Norvège.

## Gouvernance
- Haakon VII est roi de Norvège.
- Le Gouvernement Johan Nygaardsvold est réfugié à Londres.
- Vidkun Quisling dirige le Gouvernement national jusqu'au 9 mai puis Einar Gerhardsen dirige le pays.

## Événements

### Janvier
- 15 janvier : Max Guedj, aviateur français libre de la Seconde Guerre mondiale, Compagnon de la Libération, meurt en héros en service aérien commandé au-dessus du port de Leirvik[1].

### Mai
- 8 mai : le prince Olav entre dans Oslo.
- 31 mai : retour du gouvernement en exil dans le pays.

### Juin
- 7 juin : retour de la famille royale en Norvège.

### Septembre
- Retrait des troupes soviétiques du Finnmark.

### Octobre
- 8 octobre : Élections législatives  remportées par le parti du Travail.
- 24 octobre : exécution de Vidkun Quisling[2].

### Novembre
- 27 novembre : adhésion à l'ONU.

## Naissances
- Arild Andersen
- Anni-Frid Lyngstad
- Knut Ødegård
- Marta Kristen
- Martin Schanche
- Kjell Hovda
- Per Kværne
- Odd Iversen
- Jan Fuglset
- Steinar Pettersen
- Ragnar Søderlind
- Johannes Vold
- Terje Sinding
- Torkild Brakstad
- Arild Hiim
- Finn Martin Vallersnes
- Geir Lundestad
- Thorleif Andresen
- Paal-Helge Haugen
- Inge Thun
- Tor Lian
- Kim Småge
- Jan Mehlum
- Jan Bojer Vindheim
- Anne Marie Ottersen
- Frank Hansen (aviron)
- Grethe G. Fossum
- Oddleif Olavsen
- Steinar Amundsen

## Décès
- 15 janvier : Max Guedj
- 19 février : Frederik Prytz, homme politique
- Vidkun Quisling
- Josef Terboven
- Wilhelm Rediess
- Fredrik Kolstø
- Heinrich Fehlis
- Heinz Roch
- Agnes Nyblin